# Abre tus ojos
Abre tus ojos fue una telenovela argentina de RGB Entertainment. Emitida entre octubre de 2003 y marzo de 2004 por  Canal 13. Es protagonizada por Romina Yan. Coprotagonizada por Betty Villar, Silvina Bosco, Mario Alarcón, Sergio Surraco y Emilio Bardi. Antagonizada por Gustavo Guillén, Ximena Fassi y la primera actriz Cristina Alberó. También, contó con las actuaciones especiales de Horacio Peña y los primeros actores Cecilia Maresca, Susana Ortiz y Aldo Pastur. Y la presentación de Iván Espeche. Dirigida por Carlos Olivieri.

## Argumento
Rocío (Romina Yan) es una joven de 24 años que perdió la visión a los 8 en un accidente de autos que tuvo junto a su padre, Atilio (Horacio Peña). Él, un médico de prestigio, siente tanta culpa que crio a su hija entre "algodones" y hasta le busca un novio para casarse. Mientras tanto, trata de encontrar una nueva técnica para operarla y así devolverle la vista.
Rocío, por su parte, siente que tiene una deuda pendiente: vivir la vida. Pero lo que no sabe es que algún día podrá saldarla. Quizá sea todo a partir de un secuestro y de un hombre: Pablo (Iván Espeche), quien le robará su corazón para siempre, la llenará de vida y la llevará a rebelarse contra lo que la oprimía hasta ese momento. Rocío se enfrenta a su padre, que nunca podrá entender esa necesidad suya, con su novio y con todo ese mundo que no le permite crecer. Esta rebelión no es tarea fácil para ella, sobre todo teniendo en cuenta que es ciega y que en muchas cosas le resulta muy difícil valerse por sí misma. Pero el camino que se empieza a transitar cuando se conoce el amor no tiene retorno. Rocío no volverá a mirar para atrás, ahora solo mirará hacia delante. Aunque no sea para ver, tiene la necesidad de abrir sus ojos a la vida.

## Elenco

### Protagonistas
- Romina Yan como Rocío Mazzini.
- Iván Espeche como Pablo Parodi.

### Elenco coprotagónico
- Cecilia Maresca como Ángela Mazzini.
- Horacio Peña como Atilio Mazzini.
- Cristina Alberó como Luisa.
- Gustavo Guillén como Ludueña.
- Ximena Fassi como Julia.
- Susana Ortiz como la hermana Amanda.
- Betty Villar como Soledad.
- Silvina Bosco como Clara.
- Mario Alarcón como Nino.
- Sergio Surraco como Diego.
- Emilio Bardi como Goyo.
- Horacio Erman como Pereira.
- Aldo Pastur como Sebastián.

### Participaciones
- Ricardo Morán como Juan.
- Alejandro Awada como El Coronel.
- Diego Alcalá como Fer.
- Mariela Castro Balboa como Rosa.
- Sol Moreno como Celeste.
- Daniel De Vitta como Cholo.
- Roberto Fiore como Manuel.
- Augusto Di Paolo como Miguel.
- Silvia Merlino como Zulma.
- Pietro Gian como González.

## Emisión
Esta telenovela fue producida por RGB Entertainment, de Gustavo Yankelevich, padre de la protagonista, Romina Yan, quien con esta historia marcó el regreso de los culebrones por aquel entonces a la pantalla de Canal 13. La novela debutó el 6 de octubre de 2003 a las 19:00 con 10.5 puntos de índice de audiencia. A pesar de la expectativa, el culebrón no "pegó" como se esperaba en materia de audiencia, y en enero de 2004 fue cambiado al horario de las 15:00, hasta el 19 de marzo de ese año, día en que finalizó la telenovela, con un total de 120 episodios en el aire.
"Abre tus ojos", además de estrenarse en la pantalla argentina, fue comercializada por Canal 13 en Uruguay y Paraguay, y por Telefe Internacional en el resto del mundo.
El tema principal era interpretado por el cuarteto Madryn, un grupo salido del reality-show "Escalera a la fama", también de la factoría de Yankelevich, y la canción se llamaba "¿Qué es lo que te hace llorar?".